# Kabinet-Baldwin II
Het kabinet-Baldwin II was de uitvoerende macht van de Britse overheid van 4 november 1924 tot 5 juni 1929.

## Samenstelling
|                                                                         | Stanley Baldwin                | Stanley Baldwin (1867–1947)                                        | Premier                               | 4 november 1929 | 5 juni 1929     | Conservative Party |
| Leader of the House of Commons                                          | Stanley Baldwin                | Stanley Baldwin (1867–1947)                                        |                                       | 4 november 1929 | 5 juni 1929     | Conservative Party |
|                                                                         | Winston Churchill              | Winston Churchill (1874–1965)                                      | Minister van Financiën                | 4 november 1924 | 5 juni 1929     | Conservative Party |
|                                                                         | Austen Chamberlain             | Sir Austen Chamberlain (1863–1937)                                 | Minister van Buitenlandse Zaken       | 4 november 1924 | 5 juni 1929     | Conservative Party |
|                                                                         | William Joynson-Hicks          | Sir William Joynson-Hicks (1865–1932)                              | Minister van Binnenlandse Zaken       | 4 november 1924 | 5 juni 1929     | Conservative Party |
|                                                                         | George Curzon                  | Markies van Curzon van Kedleston George Curzon (1859–1925)         | Lord President of the Council         | 4 november 1924 | 20 maart 1925   | Conservative Party |
|                                                                         |                                |                                                                    | Lord President of the Council         | Vacant          |                 |                    |
|                                                                         | Arthur Balfour                 | Graaf van Balfou Arthur Balfour (1848–1930)                        | Lord President of the Council         | 27 april 1925   | 5 juni 1929     | Conservative Party |
|                                                                         | James Gascoyne-Cecil           | Markies van Salisbury James Gascoyne- Cecil (1861–1947)            | Lord Privy Seal                       | 4 november 1924 | 5 juni 1929     | Conservative Party |
|                                                                         | George Curzon                  | Markies van Curzon van Kedleston George Curzon (1859–1925)         | Leader of the House of Lords          | 4 november 1924 | 20 maart 1925   | Conservative Party |
|                                                                         |                                |                                                                    | Leader of the House of Lords          | Vacant          |                 |                    |
|                                                                         | James Gascoyne-Cecil           | Markies van Salisbury James Gascoyne- Cecil (1861–1947)            | Leader of the House of Lords          | 27 april 1925   | 5 juni 1929     | Conservative Party |
|                                                                         | George Cave                    | Burggraaf Cave George Cave (1874–1965)                             | Lord Chancellor                       | 4 november 1924 | 28 maart 1928   | Conservative Party |
|                                                                         | Douglas Hogg                   | Burggraaf Hailsham Douglas Hogg (1872–1950)                        | Lord Chancellor                       | 28 maart 1928   | 5 juni 1929     | Conservative Party |
|                                                                         | Laming Worthington-Evans       | Sir Laming Worthington- Evans (1868–1931)                          | Minister voor Oorlog                  | 4 november 1924 | 5 juni 1929     | Conservative Party |
|                                                                         | William Bridgeman              | William Bridgeman (1864–1935)                                      | Minister voor de Marine               | 4 november 1924 | 5 juni 1929     | Conservative Party |
|                                                                         | Samuel Hoare                   | Sir Samuel Hoare (1880–1959)                                       | Minister voor de Luchtmacht           | 31 oktober 1922 | 5 juni 1929     | Conservative Party |
|                                                                         | Philip Cunliffe-Lister         | Sir Philip Cunliffe- Lister (1884–1972)                            | Voorzitter van de Handelsraad         | 4 november 1924 | 5 juni 1929     | Conservative Party |
|                                                                         | Neville Chamberlain            | Neville Chamberlain (1869–1940)                                    | Minister van Volksgezondheid          | 4 november 1924 | 5 juni 1929     | Conservative Party |
|                                                                         | Arthur Steel-Maitland          | Sir Arthur Steel-Maitland (1876–1935)                              | Minister van Arbeid                   | 4 november 1924 | 5 juni 1929     | Conservative Party |
|                                                                         | George Tryon                   | George Tryon (1871–1940)                                           | Minister van Pensioenen               | 4 november 1924 | 5 juni 1929     | Conservative Party |
|                                                                         | Eustace Percy                  | Heer Percy Eustace Percy (1887–1958)                               | Minister van Onderwijs                | 4 november 1924 | 5 juni 1929     | Conservative Party |
|                                                                         | Eustace Percy                  | Wilfrid Ashley (1867–1939)                                         | Minister van Transport en Luchtvaart  | 4 november 1924 | 5 juni 1929     | Conservative Party |
|                                                                         | Willem Peel                    | Graaf Peel Willem Peel (1867–1937)                                 | Minister van Openbare Werken          | 4 november 1924 | 18 oktober 1928 | Conservative Party |
|                                                                         | Charles Vane-Tempest-Stewart   | Markies van Londonderry Charles Vane- Tempest- Stewart (1878–1949) | Minister van Openbare Werken          | 18 oktober 1928 | 5 juni 1929     | Conservative Party |
|                                                                         | Edward Wood                    | Burggraaf Halifax Edward Wood (1881–1959)                          | Minister van Landbouw en Visserij     | 4 november 1924 | 4 november 1925 | Conservative Party |
|                                                                         | Walter Guinness                | Walter Guinness (1880–1944)                                        | Minister van Landbouw en Visserij     | 4 november 1925 | 5 juni 1929     | Conservative Party |
|                                                                         | Robert Cecil                   | Burggraaf Cecil van Chelwood Robert Cecil (1864–1958)              | Kanselier van het Hertogdom Lancaster | 4 november 1924 | 19 oktober 1927 | Conservative Party |
|                                                                         | Ronald McNeill                 | Baron Cushendun Ronald McNeill (1861–1934)                         | Kanselier van het Hertogdom Lancaster | 19 oktober 1927 | 5 juni 1929     | Conservative Party |
|                                                                         | Leo Amery                      | Leo Amery (1873–1955)                                              | Minister voor Koloniale Zaken         | 4 november 1929 | 5 juni 1929     | Conservative Party |
| Minister voor Dominion Zaken                                            | Leo Amery                      | Leo Amery (1873–1955)                                              |                                       | 4 november 1929 | 5 juni 1929     | Conservative Party |
|                                                                         | Frederick Edwin Smith          | Graaf van Birkenhead Frederick Edwin Smith (1872–1930)             | Minister voor Brits-Indië             | 4 november 1924 | 5 juni 1929     | Conservative Party |
|                                                                         | John Gilmour                   | Sir John Gilmour (1876–1940)                                       | Minister voor Schotland               | 4 november 1924 | 5 juni 1929     | Unionist Party     |
| Formeel geen leden van het kabinet, maar woonde kabinetsvergadering bij |                                |                                                                    |                                       |                 |                 |                    |
| Ambtsbekleder                                                           | Ambtsbekleder                  | Ambtsbekleder                                                      | Functie                               | Ambtstermijn    | Ambtstermijn    | Partij             |
|                                                                         |                                |                                                                    | Thesaurier-generaal                   | Vacant          | Vacant          | Vacant             |
|                                                                         | George Sutherland-Leveson-Gowe | Hertog van Sutherland George Sutherland- Leveson-Gower (1888–1963) | Thesaurier-generaal                   | 28 januari 1925 | 2 december 1928 | Conservative Party |
|                                                                         |                                | Graaf van Onslow Richard Onslow (1876–1945)                        | Thesaurier-generaal                   | 2 december 1928 | 5 juni 1929     | Conservative Party |
|                                                                         | Douglas Hogg                   | Burggraaf Hailsham Douglas Hogg (1872–1950)                        | Advocaat-generaal                     | 4 november 1924 | 28 maart 1928   | Conservative Party |
|                                                                         | Thomas Inskip                  | Burggraaf Caldecote Thomas Inskip (1876–1947)                      | Advocaat-generaal                     | 28 maart 1928   | 5 juni 1929     | Conservative Party |

Russell I ·
Smith-Stanley I ·
Hamilton-Gordon ·
Temple I ·
Smith-Stanley II ·
Temple II ·
Russell II ·
Smith-Stanley III ·
Disraeli I ·
Gladstone I ·
Disraeli II ·
Gladstone II ·
Gascoyne-Cecil I ·
Gladstone III ·
Gascoyne-Cecil II ·
Gladstone IV ·
Primrose ·
Gascoyne-Cecil III ·
Gascoyne-Cecil IV ·
Balfour ·
Campbell-Bannerman ·
Asquith I ·
Asquith II ·
Asquith III ·
Asquith IV ·
Lloyd George I ·
Lloyd George II ·
Law ·
Baldwin I ·
MacDonald I ·
Baldwin II ·
MacDonald II ·
MacDonald III ·
MacDonald IV ·
Baldwin III ·
Chamberlain I ·
Chamberlain II ·
Churchill I ·
Churchill II ·
Attlee I ·
Attlee II ·
Churchill III ·
Eden ·
Macmillan I ·
Macmillan II ·
Douglas-Home ·
Wilson I ·
Wilson II ·
Heath ·
Wilson III ·
Callaghan ·
Thatcher I ·
Thatcher II ·
Thatcher III ·
Major I ·
Major II ·
Blair I ·
Blair II ·
Blair III ·
Brown ·
Cameron I ·
Cameron II ·
May I ·
May II ·
Johnson I ·
Johnson II ·
Truss ·
Sunak ·
Starmer